# Azacualpa (Honduras)
Azacualpa è un comune dell'Honduras facente parte del dipartimento di Santa Bárbara.
Il comune venne istituito il 16 maggio 1960 con parte del territorio del comune di Macuelizo.